# Марквард IV фон Грумбах
Марквард IV фон Грумбах (на немски: Markward IV von Grumbach; † сл. 1215) е от благородническата фамилия Грумбах, господар на Грумбах в Долна Франкония в Бавария.

## Произход и наследство
Той е вторият син на Алберт I фон Ротенфелс-Грумбах († 1190) и съпругата му фон Лобдебург. Внук е на Марквард II фон Грумбах († 1164) и Тута. Брат е на Хайнрих II фон Ротенфелс († 1230), фогт на Нойщат, и на Мехтилд фон Грумбах, омъжена за Конрад I фон Тримберг († сл. 1230).
Господарите фон Грумбах притежават построения през 11 век замък Грумбах. Те измират по мъжка линия през 1243 г. и сградата отива на графовете фон Ринек.

## Деца
Марквард IV фон Грумбах има една дъщеря:
- дъщеря, омъжена за граф Манголд фон Вилдберг († сл. 1251), син на граф Бертхолд фон Вилдберг († сл. 1187) и София фон Аухаузен.